# 克拉塞的圣亚坡理纳圣殿

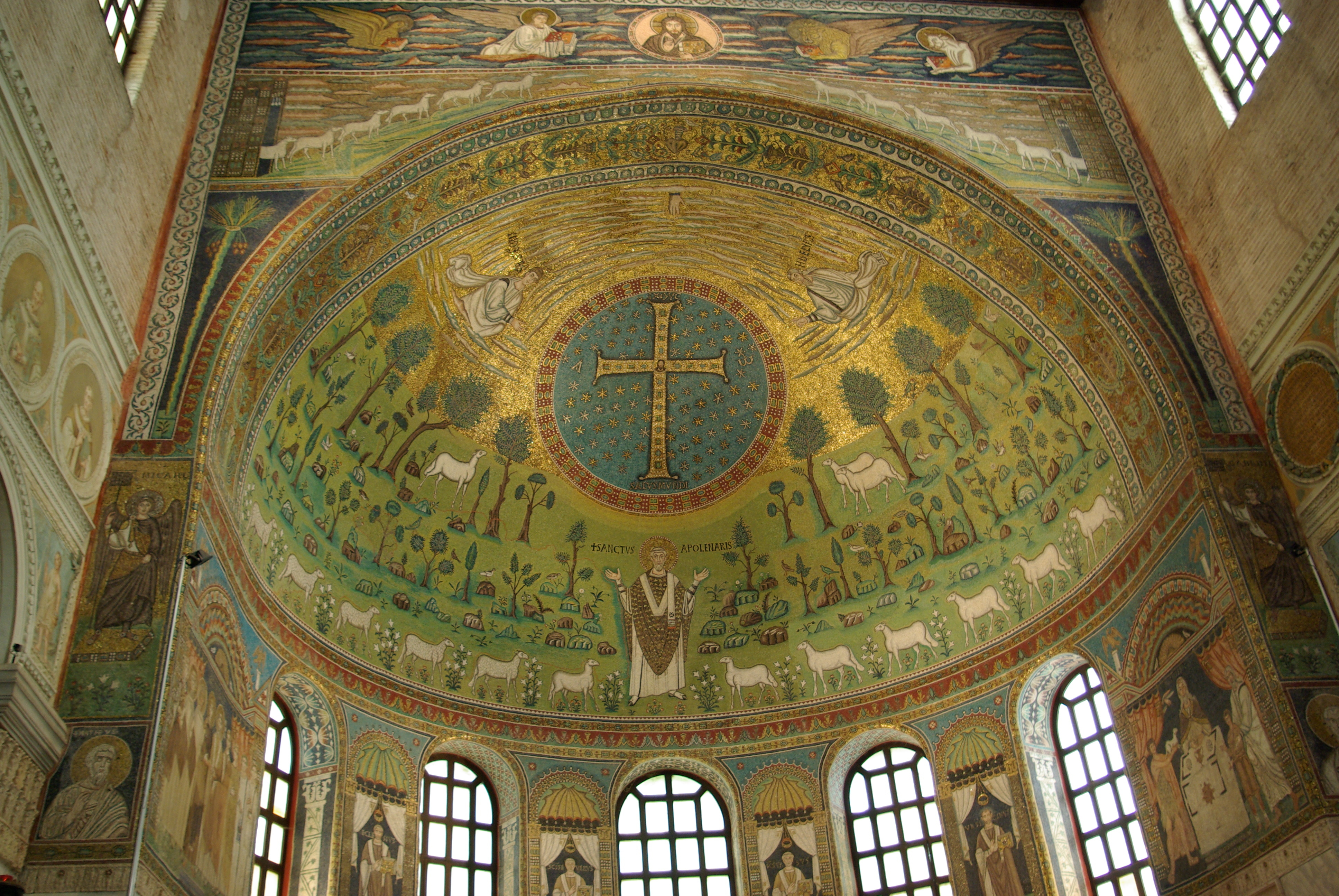

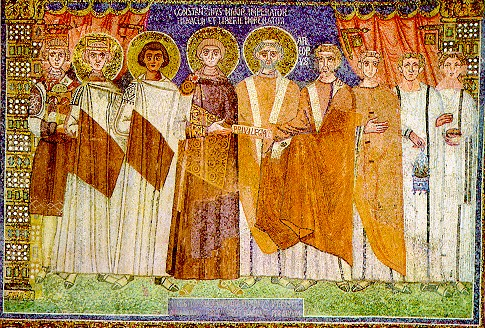

克拉塞的圣亚坡理纳圣殿（Basilica di Sant'Apollinare in Classe）是意大利拉文纳的一座重要的拜占庭建筑，1996年被UNESCO列为世界遗产。